# Pyhäjärvi (sjö i Finland, Lappland, lat 68,22, long 25,07)
Pyhäjärvi är en sjö i Finland. Den ligger i kommunen Kittilä i landskapet Lappland, i den norra delen av landet, 900 km norr om huvudstaden Helsingfors. Pyhäjärvi ligger 283,1 meter över havet. Arean är 14,4 hektar och strandlinjen är 2,43 kilometer lång. Sjön  ingår i Kemi älvs huvudavrinningsområde. 